# Nhà thờ Đức Mẹ Đồng trinh Sầu bi ở Vajnory
Nhà thờ Đức Mẹ Đồng trinh Sầu bi ở Vajnory (tiếng Slovakia: Kostol Sedembolestnej Panny Márie v Vajnory) là một nhà thờ giáo xứ Công giáo La Mã tọa lạc ở quận Vajnory, thành phố Bratislava, hạt Bratislava III, vùng Bratislava, Slovakia. Vào ngày 23 tháng 10 năm 1963, nhà thờ được ghi danh vào Danh sách Di tích Trung ương.

## Lịch sử
Nhà thờ được xây dựng từ năm 1270 đến năm 1278. Ban đầu, nhà thờ được đặt theo tên Đức Trinh Nữ Maria, sau đó là Vua Hungary St. Ladislav, từ năm 1968 nhà thờ được đặt tên là nhà thờ Đức Mẹ Đồng trinh Sầu bi.
Cấu trúc của nhà thờ bao gồm một gian giữa có cung thánh khép kín hình đa giác, được bao quanh bằng mái vòm kiểu Gothic với các chốt thời Trung cổ. Bàn thờ chính được dựng lên vào cuối thế kỷ 19.
Năm 2010, hài cốt của Titus Zeman, người gốc Vajnor, được chuyển đến hầm mộ của nhà thờ. Vị linh mục Dòng Salêdiêng Don Bosco này ban đầu được chôn cất tại nghĩa trang địa phương. Nhằm phục vụ quá trình phong chân phước, hài cốt ông đã được khai quật và khám nghiệm, sau đó được đặt trong hầm mộ của nhà thờ. Một tấm bảng tưởng niệm ông được dựng ở sảnh vào của nhà thờ từ ngày 17 tháng 1 năm 2012.

## Tham khả
1. ↑  Pamiatkový objekt – podrobnosti [online]. Bratislava: Pamiatkový úrad SR, [cit. 2016-08-07]. Dostupné online.
2. ↑  Katalóg pamätníkov, pomníkov a pamätných tabúľ (nielen) v Bratislave: Titus Zeman (1915 - 1969), kostol vo Vajnoroch [online]. pam.epocha.sk, [cit. 2015-08-19]. Dostupné online Lưu trữ ngày 12 tháng 9 năm 2016 tại Wayback Machine.